# Ломно (Кршко)
Ломно (словен. Lomno) — поселення в общині Кршко, Споднєпосавський регіон, Словенія. Висота над рівнем моря: 294,3 м.